# 庚子赔款

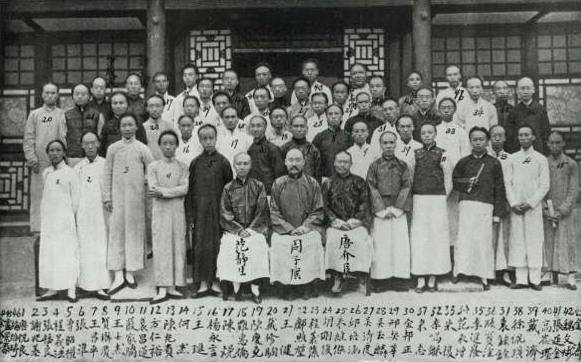
1909年，第一批庚子赔款留美学生与游美学务处总办周自齐（前中）、会办唐国安（前右）和范源濂（前左）合影

庚子赔款，又稱庚子事變賠款、庚子拳亂賠款，簡稱庚款，是大清帝國政府在1901年9月7日与庚子事变相关其他11国签订的《辛丑条约》中所规定的赔款，因系针对1900年（庚子年）义和团發起的庚子事變，引致八國聯軍出兵大清，因此被称为庚子赔款，共計賠款高達4億5千萬兩白銀。

## 赔款事由
西方各国要求中国赔款的理由包括：
1. 支付出兵战费及利息；
2. 赔偿各国侨民、传教人员、商人及企业损失；
3. 赔偿各国教会损失；
4. 赔偿中国教民损失。

## 赔款数额

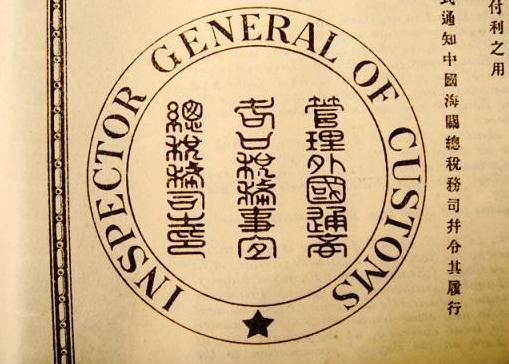
庚子赔款债券

庚子赔款总额为关平银4亿5,000万两，约合当时的3.33亿美元或6,750万英镑。赔款年息为四厘（4%），从1902年起，分三十九年还清；利息从1901年7月1日起计算，本息共计9亿8,223万8,150两。
这笔赔款被称为“大赔款”。还有17个省的中国地方官绅分别与各国领事、教士、教民协商议定了纹银2,227万2,708两的地方赔款，其中538万6,000两归入大赔款。地方赔款的实际支付额为纹银1,688万6,708两，被称为“小赔款”。

### “磅亏”问题
《辛丑条约》规定赔款偿还方法为“用金付给，或按应还日期之汇兑金款市价付给”，即以约定的汇率兑换他国货币偿还，或以偿还之日的汇率兑换。这种规定上的模糊，事实上为列强多索赔款提供了事由。
清政府在签署完条约后，也意识到了这个问题，并函询各督抚及总税务司赫德意见。两江总督刘坤一坚称，按约定，“应以还银为准”。然而赫德却回复称，赔款付银“按随时行情核定”，且声明“赔款原非银数，乃系以金核计”。
列强在偿还方法上亦存在争论。美国先坚持以“金”为准，旋又主张该以“银”为准。俄、德、法等国意欲以“金”为准，但又承认依条约当以“银”。1903年10月1日，比利时公使递交了一个折衷方案，提出赔款要以金核算，但为方便中国还款，仍然按汇率兑银支付；至于金银之间的汇兑差额，若银价跌，则视作清政府对列强的“亏欠”，相反，多余之额亦会退还给清政府。这个方案旋即为各国代表所接受。据此，各国于1904年7月26日向清政府递送联合照会，要求后者接受其主张；并在之后提出，由于银价下跌的事实，清政府应当补偿1902~1904年间已经产生的差额。迫于压力，清政府最终答应了其要求。

## 赔款的分配
在庚子赔款本息合计9亿8,223万8,150海关两的分配比例中，俄罗斯帝国所获最多，达2.84亿两，占庚子赔款总数的28.97%；其次为德意志帝国的1.966亿两，占总数的20.02%；其他各国的分配比例为法国15.75%，英国11.25%，大日本帝國7.73%，美国7.32%，意大利王國5.91%，比利时王國1.89%，奥匈帝国0.89%，荷兰王國0.17%，国际要求0.033%，西班牙王國0.030%、葡萄牙王国0.02%、瑞典和挪威聯合王國0.01%。
根據事後結算，賠款的本金總額比列強所損失的至少多2亿两，其中俄国本金1.33亿两，合1.84亿卢布，战争损失仅军费1亿卢布加中东铁路损失7,000万卢布；德国本金9.1千万两，约合4亿马克，损失仅2.5亿马克；美国本金3.4千万两，约合2,500万美元，损失仅1,360万美元。
各国赔款分配比例，除考虑到出兵数量、战费支出多寡以及财产损失外，多拿者也是有具體理由，德国主要因其外交官克林德遇害，故以此要求巨额赔偿。法国为中国天主教会保护国，因此其所得赔款（主要为“小赔款”）中，列強並未帶到歐洲，有一部分就用于修缮被毁本地教堂與賑濟事業，以及支付给中国遇害天主教教民遗属，作为抚恤金，實際上使不少中國老百姓也能領取法方轉交的庚子賠償。

## 赔款的筹集来源
根据辛丑条约，以中国的关税、常关税、盐税作为赔款抵押。还本付息定在上海，由汇丰银行、德华银行、道胜银行、东方汇理银行、正金银行经收。次年美国花旗银行在上海设分行，参加组成庚子赔款银行委员会。清政府的关税收入仅能偿还以前的旧借外债，庚子赔款年额2,121万余两摊派给各省、关，引起田赋、丁漕、粮捐、契税、当税、盐斤加价、关税、厘金、统税和各种捐税的不断增加，当时称之为“洋捐”。
这种地方摊派的「洋捐”，直接造成了1900年代全国的“抗洋捐”斗争300余起，著名的有：
- 安平、深州的“联庄会”的“抗洋捐”斗争，法国军队出动500余人直接参加了军事镇压；
- 景廷宾、赵三多领导的“扫清灭洋”起义；
- 邓莱峰领导“拒洋会社”；
- 湖南的“大汉灭洋军”。

## 赔款的使用
實際上因償付比較困難，之後美國為爭取外交，考慮排外事件起於無知，稱自1909年起美國將之用於中國教育，例如成立清華學校，後「退還賠款」之風開始盛行，但該退款同樣均由列強指定在華用途。
第一次世界大战中国对德、奥宣战后，得以停止支付这两国的庚子赔款。同时沙俄因一戰戰事，也宣布暂停“赔款”缓付5年，接著1924年5月，沙俄倒塌後成立的苏联考慮後稱可能會放棄庚子赔款，後也不再是問題。1924年底，美国政府宣布第二次退还庚子赔款，把余下的所有对美赔款全数退还，引各國紛紛效仿。1925年法、日、英、比、意、荷等国都声明退回赔款余额，并订立协议，充作办理对华教育文化事业，或充作外国银行营业费用和发行内债基金之用。这种退回庚款的实际使用，除苏联外都由中外合组的管理委员会主持。不過這種退款只是變更用途，实际上中国政府仍必须支付对美、英、日、法、比、意、荷、挪威等国的赔款，支付给这些国家把持的管理委员会以用于上述事项。直至1938年赔款支付终止，实际共支付赔款六亿五千二百三十七万（6亿5237万）余两，折合银元则约为十亿元。

### 美国退款
曾任美国国务院远东问题顾问的柔克义在得知大批中国青年赴日留学的消息后，1904年底向美国国务院提交了《减免部分拳乱赔款，资助清国留学美国》的建议书，此举得到了美国部分上层人士的支持。
在柔克义提交上述建议书前的1904年12月5日，在中国驻美国公使梁诚与美方商讨庚款使用黄金还是白银支付方式时，获悉美国国务卿海约翰有“美国所收庚子赔款原属过多”之语，于是梁诚放弃了使用黄金还是白银的争论，转而向美国政府提出“退还庚子赔款虚数的要求”，一方面上书清廷请以此款设学育才。经过3年多交涉，中间虽因发生粤汉铁路废约之关系而生阻，但梁氏努力不懈，1908年6月23日美国国会终于通过退还庚子赔款案，将处置赔款全权付与总统西奥多·罗斯福。1908年（光绪三十四年）7月11日，美国核减赔款文告由美国驻华公使柔克义送达中国政府，其中说：美国决定以部分庚子赔款还赠中国，但贵国政府得遣学生来美留学。 中国外务大臣庆亲王奕劻答复上述公文说：
体会新近贵国总统希望鼓励我国学生赴美入学校及求高深学问之诚意，并有鉴于以往贵国教育对于我国之成效，大清帝国政府谨诚恳表示此后当按年派送学生到贵国承受教育。
同日，外务部致美国公使馆函称：
从赔款退还之年起，前四年我国将次第派送100学生；迨四年终局，我国将有400学生在美，从第五年起，直至赔款完毕之年，每年至少派送50名学生。
并派唐绍仪为特使赴美表示谢意。
辛丑条约中国应付美国赔款2,444万778元8角1分，经老罗斯福总统决定将当时尚未付足之款项1,078万5,286元1角2分，从1909年1月1日开始实行“退款”。“退赔款”也不是由美国退回，而是在原来每年应交的“赔款”中扣除。也就是说这笔款项每年仍必须由中国政府从各项捐税摊派中征收，交给美国花旗银行后，不受中国政府支配，而是另立“助学基金”由美国政府监督使用。为纪念罗斯福总统对清华立校的贡献，清华的西体育馆被命名为“罗斯福纪念体育馆”（Roosevelt Memorial Gymnasium），并在面墙上铸其雕像（1950年代被中华人民共和国方面作为“帝国主义侵略”象征被铲除）。
1909年7月10日，為落實美國提出的庚款興學計畫，外務部、學部《會奏收還美國賠款譴派學生赴美留學辦法折》，詳細規定了派遣留美生的辦法，包括：擬在京師設立遊美學務處，由外務部、學部派員管理，綜司考選學生、遣送出洋、調查稽核一切事宜。並附設肄業館一所，選取學生入館試驗，擇其學行優美，資性純篤者，隨時送往美國肄業，以十分之八習農工商礦等科；以十分之二習法政理財師範諸學。所有在美收支學費、稽查功課、約束生徒、照料起居事務極為繁重，擬專派監督辦理。
1909年成立肄業館。1911年4月，肄業館改稱清華學堂。辛亥革命後改為“清華學校”。设立该校目的是做為留學生的留美預備學校。學生經過8年的留美預備訓練，在完成基礎學業的同時，熟習美國的語言文字、生活方式、風俗習慣、社會政治等。毕业生直接进入美国大学三年级留学。这是中國第一所專為留學美国的中国青年所建立的预备学校，也是位于北京的清华大学及位于台湾新竹的国立清华大学之前身。清華學校每年招考学生的名额．按照各省分担的庚子赔款的比例分配。
1924年，美国政府又宣布第二次退还庚子赔款。由于当时中国处在战乱时期，没有稳定的中央政权，美国政府委托由美中两国人士组成的“中华教育文化基金会”管理退款，这次数额是1254.5万美金。
1928年，南京國民政府將清華學校易名為清华大学，隸屬教育部，不再是專門的留美預備學校，但仍在1929年遣派37名畢業生、考選10名專科生赴美留學。至此，清末民初的留美高潮回落，此後3年沒有再遣派留美生。自此庚子賠款的大部功用轉而資助清華大學設校之所需。
中华教育文化基金会用退还的赔款兴办文教事业，继续培养留学生并资助清华大学，还在1931年建立了当时远东最先进的图书馆之一“国立北平图书新馆”。这是今天的中国国家图书馆古籍分馆的前身。
清华将美国退款的使用剩余部分存放至美国银行设立“清华基金”。1949年，梅贻琦校长前往美国掌控此基金，后前往台湾新竹市复建国立清华大学，至今此基金利息仍每年由银行撥付給國立清華大學。

### 俄方取消
俄國是賠款佔最大者，中国作为一战战胜国“赔款”得各國缓付，帝俄决定将“赔款”缓付5年，期間因不穩定而屢屢暫停。1917年內戰後國庫空虛，雖然無法退回舊帳，但庚子赔款是帝国主义列强强加给中国人民的不义赔款，革命者宣稱放弃其後剩余全部庚子赔款，1924年5月底取代帝俄的苏俄政府正式声明，最後是提倡将放弃的赔款作为中国教育款项。

### 对德、奥庚子赔款
第一次世界大战后，中国乃战胜国，因此停止对战败的德国和奥匈帝国的赔款。

### 法国退款
1904年，天津教案中烧毁的望海楼天主堂，使用庚子赔款按原貌修建。
法国仿效美国将赔款的一部分用于资助中国年轻学生到本国留学。
法國於1919年將此筆部份款項，先行用來成立了高等漢學院。
1926年起，部分庚子赔款用来资助里昂中法大学，培养中国留法学生。

### 英国退款
英国政府从庚子款中拿出五十万两白银，在山西建立西学专斋，也就是后来的山西大学堂（今山西大学）。这项拨款在李提摩太手里管理十年，十年之后（1910年）又交给了山西省当局。
而1926年5月，英國國會通過退還中國庚子賠款議案（退款用於向英國選派留學生等教育項目），即派斯科塞爾來華制定該款使用細則。當時，胡適是中英庚款顧問委員會中方顧問。
1931年成立中英庚款董事會。1934年中英庚款董事会对南开大学捐资2万元，作为购置算学系设备。
1947年12月，中華民國行憲後，此直接隸屬於行政院的機關予以更名，改名為「中英文教基金董事會」。同年廢除。

### 日本退款
日本仿效美国将赔款的一部分用于资助中国年轻学生到本国留学。此外又設立「東方文化事業會」，邀請中國學林耆宿續修《四庫全書》，收書並著成提要若干。

### 对比利时庚子赔款
比利時於其皇家美術與歷史博物館（1929年）另行成立了高等漢學院。
1929年，北洋大学主楼毁于火灾后，比利时庚子赔款出资用于复建。